# Ijarah
Ijarah, (en árabe: الإجارة‎, al-Ijārah, "dar algo en alquiler"   o "proporcionar servicios y bienes temporalmente a cambio de un salario"  (un sustantivo, no un verbo)), es un término de fiqh (jurisprudencia islámica )  y referido también a un producto en banca y finanzas islámicas . En fiqh tradicional, se refiere a un contrato para la contratación de personas o el arrendamiento/arrendamiento de los servicios o el “ usufructo ” de una propiedad, normalmente por un período y precio fijos. En la contratación, al empleador se le denomina musta'jir, en tanto que al empleado se le denomina ajir. Ijarah no tiene por qué concuir en la compra. En el arrendamiento convencional un " arrendamiento operativo " no termina en un cambio de propiedad, como tampoco lo hace el tipo de ijarah conocido como al-ijarah (tashghiliyah).
En las finanzas islámicas, al Ijarah sí conduce a la compra ( Ijara wa Iqtina, o "alquiler y adquisición") y generalmente se refiere a un contrato de arrendamiento de propiedad (como un terreno, una planta, una ofimática, un vehículo de motor), que se alquila a un cliente para el flujo de pagos de alquiler y compra, que finaliza con una transferencia de propiedad al arrendatario, y por lo demás sigue las regulaciones islámicas.

## Reglas
El teórico de las finanzas islámicas Muhammad Taqi Usmani ofrece un listado de diecisiete "Reglas básicas de arrendamiento" (arrendamiento se refiere al arrendamiento islámico que Usmani usa indistintamente con ijarah ) en su obra Finanzas islámicas: principios y práctica, aunque "los principios de ijarah son tan numerosos que un volumen separado sería necesario para discutirlos apropiadamente". Algunas de estas reglas incluyen acordar el costo del arrendamiento y el período de tiempo que durará; términos claros en el contrato; acordar expresamente que el arrendatario utilizará la propiedad, lo cual deberá cumplir; el arrendador (propietario de la propiedad arrendada) acepta asumir todas las "responsabilidades que surgen de la propiedad", etc. Usmani también enumera unas once "diferencias básicas entre el arrendamiento financiero contemporáneo" y el "arrendamiento permitido por la Shari'ah".
Faleel Jamaldeen enumera también tres características de ijarah que lo distinguen del arrendamiento convencional: 
- El lessor el mosto posee la ventaja que es arrendado para el periodo entero del arrendamiento.
- Ningún interés compuesto puede ser cobrado si el lessee retrasos o defaults encima pago.
- Uso de la ventaja que es arrendado tiene que ser especificado en el contrato.

## Tipos de Ijarah
Existen varios tipos de ijarah:

### Ijarah thumma al bai' (Compra a plazos)
En esta operación (compra a plazos  o Arrendamiento-Venta o Arrendamiento Financiero)  el cliente arrienda (contrata) un bien, y también se compromete a comprarlo, pagando a plazos de manera que al finalizar el arrendamiento sea propietario del bien de manera libre y limpia. Esto implica dos acuerdos:
1. Un Ijarah que esbozos los plazos para arrendar o alquilando sobre un periodo fijo;
2. Un Bai que gatillos una venta para ser completada por el fin del plazo del Ijarah.

Un Banco islámico (Devon Banco) describe el proceso de la siguiente manera:
Una transacción típicamente ijarah implica dos ingredientes: un acuerdo de compra y un contrato de arrendamiento. Primero se busca encuentra la propiedad que le gustaría que compremos en su nombre. Posteriormente se negocia el precio y otros aspectos de la compra. Se realiza cualquier pago inicial de garantía para reservar la propiedad. También se asegura de que el contrato de compra permita al Banco participar en la transacción como comprador. Luego, el banco compra la propiedad. Finalmente, el Banco celebra un acuerdo para venderle la propiedad por un precio fijo: el precio de compra que pagó el Banco más cualquier costo de transacción que usted no haya pagado al cierre. La adquisición de la propiedad se le transfiere a usted después de que este precio haya sido pagado al Banco. Se establece un calendario de pagos para que a cambio de mantener el inmueble alquilado, tus pagos se difieran en el tiempo.
Los pagos a plazos del comprador permanecen idénticos (o bastante cercanos a los mismos) durante el contrato, pero la parte del pago destinada a la propiedad de la propiedad aumentará al 100% con el tiempo a medida que la parte destinada a pagar el alquiler/arrendamiento disminuya a 0%: la disminución en el alquiler/arrendamiento que refleja la disminución en el valor líquido de la propiedad del banco conforme aumenta el del comprador (como si la porción de interés de un pago hipotecario convencional disminuyera a cero y el pago del valor líquido aumentase al 100% con el tiempo).
(Este tipo de transacción se parece al contractum trinius, una técnica utilizada por mercaderes y banqueros europeos durante la Edad Media para cumplir con las Prohibiciones de la Iglesia sobre préstamos con intereses. En un contractum, dos participantes devendrían en tres (trinius) contratos legales concedidos interrelacionados, el efecto neto que es el pagando de un coste para el uso de dinero para el plazo del préstamo. El uso de contratos concedidos interrelacionados también está prohibido bajo la ley de la Shariah.)
Alrededor de 2013 había 15 bancos en Malasia que ofrecieron este modo de finanza (a veces abreviado como AITAB) para "clientes individuales y empresariales".

### Ijarah wa-iqtina (O al-ijarah muntahia bitamleek)
Ijarah wa-iqtina(literalmente, "arrendamiento y propiedad") 
se conoce también como al ijarah muntahia bitamleek ("arrendamiento que fines con propiedad").
Como un ijara thumma bahía`, puede implicar tanto un contrato de arrendamiento como un contrato de venta. Aun así, en un contrato ijara wa iqtina el traslado de propiedad ocurre apenas el arrendatario paga el precio de compra del activo — en cualquier momento durante el periodo de arrendamiento-.
Otra fuente describe la diferencia entre ijara muntahia bittamleek y ijara thumma bahía`; del mismo modo que en ijara muntahia bittamleek la transferencia de compraventa es "una opción ofrecida al arrendatario". En ijara thumma la venta es parte del contrato.
Un contrato islámicamente correcto ijara wa iqtina "se apoya" en tres condiciones:
1. El arrendamiento y la transferencia de propiedad del bien o del inmueble deben registrarse en documentos separados.[18]
2. El acuerdo de transferencia de propiedad no debe ser una condición previa para la firma del contrato de arrendamiento.[16]
3. La “promesa” de transferir la propiedad debe ser unilateral y vinculante únicamente para el arrendador.[16]

Otra fuente (investment-and-finance.net) describe Ijarah muntahia bittamleek a pesar de ello como2«Types of Ijarah». Investment and Finance. Consultado el 5 de octubre de 2017.</ref>
1. hibah (regalo), donde el título legal se transfiere al arrendatario sin más pagos, y que según Investment-and-finance.net "es ampliamente utilizado por los bancos islámicos".[19]
2. o a través de ventas. Ijarah muntahia bittamleek mediante ventas puede ser de tres tipos:

a) cuando se produce una transferencia gradual de la titularidad jurídica del bien arrendado durante el “tenor” del arrendamiento (período de tiempo del arrendamiento).
b) cuando el título legal se transfiere al final del plazo del arrendamiento por "una contraprestación simbólica".
c) cuando la propiedad se transfiere antes del final del plazo de arrendamiento por un precio equivalente a las cuotas restantes de ijarah (neto de alquiler).

### Ijara mawsoofa bi al dhimma
En un contrato islámico "ijarah directo" o ijara mawsoofa bi al dhimma (literalmente "arrendamiento descrito con responsabilidad", también traducido como ijara mawsufa bi al thimma ), el servicio o beneficio que se alquila está bien definido, pero la unidad particular que ofrece el servicio o beneficio no está identificado. Por consiguiente, si se destruye una unidad que proporciona el servicio o beneficio, el contrato no es nulo.
En contabilidad islámica contemporánea, ijara mawsoofa bi al dhimma es el arrendamiento de algo (como una casa, una oficina o una fábrica) que aún no se ha producido ni construido. Esto quiere decir que el contrato ijara mawsoofa bi al dhimma se combina con un contrato Istisna para la construcción de lo que sea que proporcione el servicio o beneficio. El financiero financia su fabricación, mientras que la parte comienza a arrendar el activo después de "recibirlo". Si bien las ventas a plazo normalmente no cumplen con la sharia, se permite usar ijarah siempre que el pago del alquiler/arrendamiento no comience hasta después de que el cliente reciba la entrega. La Sharia también requiere que el activo esté claramente definido y que su tasa de alquiler esté claramente establecida (aunque la tasa puede cambiar en función del acuerdo de ambas partes).

## Retos
Desde el punto de vista de M.T. Usmani, "algunos requisitos de la Shari'ah a menudo se pasan por alto" en las transacciones de ijarah en el mundo real, como cuando una circunstancia imprevisible conduce a la destrucción del activo pero el arrendatario debe seguir pagando el alquiler en violación del principio de que el arrendador asume la responsabilidad de su propiedad y ofrece cualquier usufructo al arrendatario.
Otros retos no son precisamente el incumplimiento adecuado de la sharia en la práctica, sino las desventajas en costos/protección al consumidor que tiene la ijarah comparadas con las finanzas convencionales. Mahmud el-Gamal apunta en este sentido al gasto adicional que supone que el banco/financista tenga que "mantener una propiedad sustancial de la propiedad durante todo el período de arrendamiento" en comparación con los arrendamientos financieros utilizados por las finanzas convencionales. Otro problema adicional, es que el cliente de ijarah puede estar "expuesto al riesgo de perder la propiedad si el financiador es demandado, pierde y se declara en quiebra", incluso si el cliente ha pagado el 90% del precio de la propiedad. Una solución alternativa (con un costo adicional) es establecer entidades de propósito especial "remotas en caso de quiebra" para poseer el título de propiedad y "servir como partes en diversos acuerdos sobre obligaciones de reparaciones y seguros".
El experto Abu Umar Faruq Ahmad escribe, en Teoría y práctica de las finanzas islámicas modernas: el análisis de casos de Australia, que al menos en ese país el arrendatario de la compra de una casa en Ijarah wa Iqtina se encuentra en una posición legal más débil que el pagador de una hipoteca tradicional. En primer lugar, el arrendador/prestamista de Ijarah wa Iqtina puede desalojar al prestatario/comprador que tiene "unos meses de atraso" porque el prestatario es un inquilino, no un propietario. Por el contrario, el prestatario/comprador/deudor hipotecario convencional no puede hacerlo debido a que tiene "seguridad de tenencia". En segundo lugar, si el prestamista/acreedor hipotecario en una hipoteca convencional ejecuta la ejecución hipotecaria sobre el comprador y revende la propiedad, está "obligado por ley a asegurar el mejor precio posible" y a poner a disposición una "cuenta completa" de las transacciones de reventa para el prestatario embargado. En un contrato de Ijarah wa Iqtina, el arrendador/prestamista "no tiene tal obligación" para con el arrendatario en este aspecto.

Muhammad Akram Khan critica con un ejemplo a este respecto la protección al cliente de ijara frente a los préstamos convencionales que devengan intereses:
Supongamos, por ejemplo, que una persona toma un préstamo con intereses a cinco años para comprar un automóvil. Después de dos años, si considera que conservar el automóvil y el préstamo no es económico, puede vender el automóvil en el mercado y pagar el préstamo. Esto no es así en el caso de ijara. Las finanzas de Ijara no pueden ser rescindidas de manera prematura.

### Citas
1. 1 2 3  Usmani, Introduction to Islamic Finance, 1998: p.109
2. ↑  «Islamic Glossary. Ijarah». Islamicity. Consultado el 19 de agosto de 2017.
3. 1 2  Jamaldeen, Islamic Finance For Dummies, 2012:157
4. 1 2  Fatma, Asma. MEANING OF IJARAH. p. academia.edu. Consultado el 21 de julio de 2016.
5. ↑  Fatma, Asma. MEANING OF IJARAH. p. academia.edu. Consultado el 21 de julio de 2016.
6. 1 2  Usmani, Introduction to Islamic Finance, 1998: p.111-113
7. ↑  Usmani, Introduction to Islamic Finance, 1998: p.114-124
8. ↑  «Ijarah thumma al bai'». IjaraCDC. Consultado el 4 de octubre de 2017.
9. ↑  «Ijara Contracts». Ijara Community Development Corporation. Consultado el 4 de octubre de 2017.
10. ↑  «Ijarah». Devon Bank. Archivado desde el original el 2 de octubre de 2017. Consultado el 2 de octubre de 2017.
11. ↑  Fatma, Asma. MEANING OF IJARAH. p. academia.edu. Consultado el 21 de julio de 2016.
12. ↑  Azizi, Mohd (c. 2013). Al-Ijarah Thumma al-Bay'. p. 5. Consultado el 5 de octubre de 2017.
13. ↑  «Definition of "Ijarah wa-iqtina "». Islamic Banker. Consultado el 21 de julio de 2016.
14. ↑  «ijara». Islamic-finance.com. Consultado el 19 de agosto de 2017.
15. ↑  «Ijara Muntahia-bi-tamleek». ijara community development corp. Consultado el 24 de septiembre de 2017.
16. 1 2 3  «What is Ijara wa Iqtina?». Ijara CDC. Consultado el 21 de julio de 2016.
17. ↑  «What is the Difference Between Ijara Muntahia Bittamleek and Ijara Thumma Bay'?». Investment & Finance. Consultado el 4 de octubre de 2017.
18. ↑  «What is Ijara wa Iqtina?». Ijara CDC. Consultado el 21 de julio de 2016.
19. ↑  «Types of Ijarah». Investment and Finance. Consultado el 5 de octubre de 2017.
20. 1 2 3  «Types of Ijarah». Investment and Finance. Consultado el 5 de octubre de 2017.
21. ↑  Delorenzo, Yusuf Talal (n.d.). A Guide to Islamic Finance. Thomson Reuters. p. 59.
22. ↑  Jamaldeen, Islamic Finance For Dummies, 2012:158
23. ↑  «Ijarah Mawsufa Fi al-Dhimmah». investment&finance. 12 de febrero de 2013. Consultado el 25 de septiembre de 2017.
24. ↑  Usmani, ''Introduction to Islamic Finance'', 1998: p.167
25. 1 2  El-Gamal, Islamic Finance, 2006: p.14
26. ↑  Ahmad, Abu Umar Faruq (2010). Theory and Practice of Modern Islamic Finance: The Case Analysis from Australia. Universal-Publishers. p. 210. ISBN 9781599425177. Consultado el 4 de octubre de 2017.
27. ↑  Visser, Hans (2009). Islamic Finance: Principles and practice. Cheltenham, UK; Northampton, MA, USA: Edward Elgar.
28. ↑  Khan, What Is Wrong with Islamic Economics?, 2013: p.349

### Libros, documentos, artículos de revistas
- Farooq, Mohammad Omar (November 2005). The Riba-Interest Equation and Islam: Re-examination of the Traditional Arguments.
- el-Gamal, Mahmoud A. (2006). Islamic Finance : Law, Economics, and Practice. New York, NY: Cambridge. ISBN 9780521864145. Archivado desde el original el 3 de abril de 2018. Consultado el 2 de octubre de 2017.
- Irfan, Harris (2015). Heaven's Bankers: Inside the Hidden World of Islamic Finance. Little, Brown Book Group. ISBN 9781472105066. Consultado el 28 de octubre de 2015.
- Jamaldeen, Faleel (2012). Islamic Finance For Dummies (en inglés). John Wiley & Sons. ISBN 9781118233900. Consultado el 15 de marzo de 2017.
- Karim, Nimrah; Tarazi, Michael; Reilli., Zavier (August 2008). «Islamic microfinance: An emerging market niche.». CGAP Focus Notes (Consultative Group to Assist the Poor) 49: 1.
- Kepel, Gilles (2002). Jihad: The Trail of Political Islam. Harvard University Press. ISBN 9780674010901.
- Khan, Feisal (22 de diciembre de 2015). Islamic Banking in Pakistan: Shariah-Compliant Finance and the Quest to Make Pakistan More Islamic (en inglés). Routledge. ISBN 9781317366539. Consultado el 9 de febrero de 2017.
- Khan, Muhammad Akram (2013). What Is Wrong with Islamic Economics?: Analysing the Present State and Future Agenda. Edward Elgar Publishing. ISBN 9781782544159. Consultado el 26 de marzo de 2015.
- Kuran, Timur (2004). Islam and Mammon: The Economic Predicaments of Islamism. Princeton University Press. ISBN 1400837359. Consultado el 25 de marzo de 2015.
- Saeed, A.; Salah, O. (2014). «Development of Sukuk: Pragmatic and Idealist Approaches to Sukuk Structures». Journal of International Banking Law and Regulation (1): 41-52. Consultado el 18 de marzo de 2017.
- State of the Global Islamic Economy Report 2015/16. Thomson Reuters & Dinar Standard. Consultado el 19 de marzo de 2017.
- Turk, Rima A. (27–30 April 2014). Main Types and Risks of Islamic Banking Products. Kuwait: Regional Workshop on Islamic Banking. International Monetary Fund. Archivado desde el original el 17 de mayo de 2017. Consultado el 17 de agosto de 2017.
- Usmani, Muhammad Taqi (December 1999). The Historic Judgment on Interest Delivered in the Supreme Court of Pakistan. Karachi, Pakistan: albalagh.net.
- Usmani, Muhammad Taqi (1998). An Introduction to Islamic Finance. Kazakhstan. Archivado desde el original el 7 de agosto de 2015. Consultado el 2 de octubre de 2017.
- Visser, Hans (2013). Islamic Finance: Principles and Practice (Second edición). Elgar Publishing. ISBN 9781781001745. Consultado el 7 de diciembre de 2016.
- Warde, Ibrahim (2010). Islamic finance in the global economy. Edinburgh: Edinburgh University Press. ISBN 9780748627769.